# Nicolae Nițescu
Nicolae Nițescu (n. 19 noiembrie 1930, Galați, România – d. 18 septembrie 2012, București, România) a fost cântăreț român de muzică ușoară.

## Biografie
Născut la Galați în 19 noiembrie 1930, Nicolae Nițescu a cântat încă din liceu. A studiat canto cu nume mari în domeniu (Petre Ștefănescu-Goangă, Maria Snejina, Melnic și Finkelstein) dar nu a rămas în lumea muzicii clasice pentru că era și a rămas devotat „muzicii ușoare”. Din 1965 a ajuns la Teatrul „Ion Vasilescu” unde a rămas timp de 15 ani. Din 1981 a trecut la Ansamblul artistic „Rapsodia Română”.
A ajuns la 60 de ani de carieră, fiind premiat de nenumărate ori. A fost primul solist român premiat la un festival internațional de muzică ușoară (Polonia, 1963). Șlagărul său „Of, inimioară!” a fost foarte apreciat de publicul prestigiosului Friedrichstadtpalast din Berlin. În 2010, când împlinise 80 de ani, a fost recompensat pentru cariera sa impresionantă pe scena Teatrului „Constantin Tănase” (unde a activat încă din anii '50). 
Nicolae Nițescu a murit pe o stradă din București, în urma unui accident vascular.

## Distincții
- Ordinul Meritul Cultural clasa a IV-a (12 septembrie 1968) „pentru merite deosebite în activitatea muzicală”[3]

## Discografie
- Așa-mi bate inima (în duet cu Aida Moga) (1968)
- Marina, Marina (1982)
- Ți-am luat un mărțișor (1983)
- Astăzi e ziua ta (1991)

## Legături externe
- „Nicolae Nițescu Discography at Discogs”, Discogs, accesat în 4 aprilie 2018